# 珊瑚冠賞
珊瑚冠賞（さんごかんしょう）は高知県競馬組合が高知競馬場で施行する地方競馬の重賞競走である。正式名称は「JBCクラシック指定競走 日本トーター株式会社協賛 珊瑚冠賞」。

## 概要
1988年まで「足摺特別」というレース名で行われていた重賞が名称変更されたものである。1989年は2100m、1990年は1800mとなったが、翌年2100mに戻され1996年まで同距離で施行された。1997年以後は現行の1900mで施行されている。
2024年現在、JBCクラシックの指定競走となっている。

### 条件・賞金等（2024年）
出走条件
サラブレッド系3歳以上、高知所属。
負担重賞
定量、3歳56kg、4歳以上57kg、牝馬2kg減。
賞金額
1着1000万円、2着350万円、3着200万円、4着150万円、5着100万円、6着以下50万円。
優先出走権付与
上位3着までに入った馬には、高知県知事賞の優先出走権が付与される。

## 歴代優勝馬
| 回数   | 施行日         | 距離  | 優勝馬             | 性齢 | 所属 | タイム | 優勝騎手 | 管理調教師 | 馬主              |
| ------ | -------------- | ----- | ------------------ | ---- | ---- | ------ | -------- | ---------- | ----------------- |
| 第1回  | 1989年9月24日  | 2100m | ハヤルーキー       | 牡7  | 高知 | 2:21.8 | 大関吉明 | 松木啓助   | 和田孝一          |
| 第2回  | 1990年9月9日   | 1800m | ナカハマチカラ     | 騸10 | 高知 | 1:58.3 | 宗石大   | 松岡利男   | 成松政高          |
| 第3回  | 1991年9月29日  | 2100m | マルカノーザリー   | 牡9  | 高知 | 2:21.2 | 田中守   | 打越初男   | 中内晴子          |
| 第4回  | 1992年10月4日  | 2100m | イシノサコン       | 牡8  | 高知 | 2:21.6 | 北野真弘 | 松岡利男   | 成松政高          |
| 第5回  | 1993年10月10日 | 2100m | シクレノンブルース | 牡8  | 高知 | 2:20.3 | 戸梶由則 | 門行義     | 河崎節子          |
| 第6回  | 1994年11月3日  | 2100m | サクラアラシオー   | 牡9  | 高知 | 2:16.6 | 鷹野宏史 | 山岡恒一   | 北村陽            |
| 第7回  | 1995年11月3日  | 2100m | ジャックローリー   | 牡7  | 高知 | 2:22.2 | 北野真弘 | 谷力       | 山崎真一          |
| 第8回  | 1996年11月3日  | 2100m | ダイジュマル       | 牡9  | 高知 | 2:20.3 | 西川敏弘 | 大関吉明   | 西田艶子          |
| 第9回  | 1997年10月12日 | 1900m | スーパープレイ     | 牡8  | 高知 | 2:05.0 | 倉兼育康 | 谷力       | 高野道生          |
| 第10回 | 1998年10月18日 | 1900m | リバーセキトバ     | 牡9  | 高知 | 2:03.8 | 北野真弘 | 濱田隆憲   | 武内宏幸          |
| 第11回 | 1999年10月3日  | 1900m | マッケンリーダー   | 牡7  | 高知 | 2:04.2 | 明神繁正 | 濱田隆憲   | 野村文子          |
| 第12回 | 2000年11月5日  | 1900m | マチカネホシマツリ | 牡6  | 高知 | 2:05.0 | 戸梶由則 | 松岡利男   | （有）待兼牧場    |
| 第13回 | 2001年11月4日  | 1900m | エイシンドーサン   | 牡7  | 高知 | 2:04.4 | 北野真弘 | 竹内昭利   | 木村都            |
| 第14回 | 2002年11月10日 | 1900m | ウォーターダグ     | 牡7  | 高知 | 2:08.6 | 西川敏弘 | 大関吉明   | 山岡良一          |
| 第15回 | 2003年11月9日  | 1900m | キング             | 牡8  | 高知 | 2:05.7 | 鷹野宏史 | 松木啓助   | 大野数英          |
| 第16回 | 2004年11月28日 | 1900m | ナイキアフリート   | 牡8  | 高知 | 2:09.7 | 鷹野宏史 | 田中譲二   | 大野数英          |
| 第17回 | 2005年11月6日  | 1900m | シンボリオレゴン   | 牡8  | 高知 | 2:06.1 | 中越豊光 | 松下博昭   | 田中美勝          |
| 第18回 | 2006年11月12日 | 1900m | マイネルリチャード | 牡4  | 高知 | 2:09.4 | 赤岡修次 | 田中守     | 野本稔子          |
| 第19回 | 2007年10月28日 | 1900m | トサローラン       | 牡5  | 高知 | 2:10.6 | 赤岡修次 | 松木啓助   | 岡林英雄          |
| 第20回 | 2008年10月26日 | 1900m | オリジナルステップ | 牡8  | 高知 | 2:08.3 | 宮川実   | 打越初男   | 八尋雅彦          |
| 第21回 | 2009年10月2日  | 1900m | スパイナルコード   | 牡5  | 高知 | 2:08.7 | 西川敏弘 | 大関吉明   | 西森鶴            |
| 第22回 | 2010年9月17日  | 1900m | フサイチバルドル   | 騸9  | 高知 | 2:08.2 | 赤岡修次 | 田中守     | （組）KSDドリーム |
| 第23回 | 2011年9月24日  | 1900m | スウィングベル     | 牝4  | 高知 | 2:07.7 | 宮川実   | 松木啓助   | 石本鈴雄          |
| 第24回 | 2012年9月22日  | 1900m | タンゴノセック     | 牡4  | 高知 | 2:05.9 | 赤岡修次 | 田中守     | 古賀慎一          |
| 第25回 | 2013年9月22日  | 1900m | ハリマノワタリドリ | 牡7  | 高知 | 2:08.6 | 永森大智 | 雑賀正光   | 宮崎冴子          |
| 第26回 | 2014年9月21日  | 1900m | ファイアーフロート | 牡8  | 高知 | 2:08.2 | 赤岡修次 | 松木啓助   | 岡林英雄          |
| 第27回 | 2015年9月21日  | 1900m | マウンテンダイヤ   | 牡7  | 高知 | 2:06.4 | 中西達也 | 炭田健二   | 炭田豊            |
| 第28回 | 2016年10月2日  | 1900m | ブラックバカラ     | 牝5  | 高知 | 2:06.2 | 永森大智 | 雑賀正光   | （株）めばえ企画  |
| 第29回 | 2017年9月18日  | 1900m | フリビオン         | 牡3  | 高知 | 2:04.2 | 倉兼育康 | 中西達也   | 西森鶴            |
| 第30回 | 2018年9月17日  | 1900m | イッツガナハプン   | 牡9  | 高知 | 2:06.4 | 赤岡修次 | 田中守     | 田中良輝          |
| 第31回 | 2019年9月22日  | 1900m | ケイマ             | 牡6  | 高知 | 2:04.1 | 永森大智 | 別府真司   | 石川幸司          |
| 第32回 | 2020年9月21日  | 1900m | スペルマロン       | 騸6  | 高知 | 2:05.9 | 倉兼育康 | 別府真司   | 西森功            |
| 第33回 | 2021年9月20日  | 1900m | スペルマロン       | 騸7  | 高知 | 2:03.2 | 倉兼育康 | 別府真司   | 西森功            |
| 第34回 | 2022年9月20日  | 1900m | グランデラムジー   | 牡6  | 高知 | 2:05.7 | 赤岡修次 | 田中守     | 伊藤とみ枝        |
| 第35回 | 2023年9月18日  | 1900m | グッドヒューマー   | 騸9  | 高知 | 2:04.8 | 宮川実   | 打越勇児   | 高樽さゆり        |
| 第36回 | 2024年9月29日  | 1900m | ガルボマンボ       | 牡5  | 高知 | 2:06.9 | 林謙佑   | 細川忠義   | 神岡俊行          |

### 各回競走結果の出典
- 珊瑚冠賞　歴代優勝馬 - 地方競馬全国協会
- JBISサーチ
  - 1989年，1990年，1991年，1992年，1993年，1994年，1995年，1996年，1997年，1998年，1999年，2000年，2001年，2002年，2003年，2004年，2005年，2006年，2007年，2008年，2009年，2010年，2011年，2012年，2013年，2014年，2015年，2016年，2017年，2018年，2019年，2020年，2021年，2022年，2023年